# Danny Seraphine
Daniel Peter "Danny" Seraphine (Chicago, Illinois, 28 de agosto de 1948) es un baterista, productor discográfico, cinematográfico y teatral estadounidense, más conocido por ser el baterista original y miembro fundador del grupo de rock Chicago desde febrero de 1967 hasta mayo de 1990.

## Sus Inicios
Daniel Peter Seraphine nació en Chicago de John y Mary Seraphine. La familia vivía en el vecindario de Dunning en el lado noroeste de Chicago. Comenzó a tocar la batería a la edad de nueve años mientras asistía a la escuela primaria católica St. Priscilla. Cuando tenía 15 años, Seraphine se retiró de la escuela secundaria Steinmetz. Fuera de la escuela se unió a una pandilla local llamada JP.
En diciembre de 1965, después de decidir renunciar como baterista profesional, fue invitado a unirse a Jimmy Ford and the Executives, la banda de gira de Dick Clark. Ya en la banda estaban Terry Kath en el bajo y Walter Parazaider en el saxofón. Después de ser despedido por Jimmy Ford y los Ejecutivos cuando se fusionó con otra banda local, Little Artie and the Pharaohs (bajo el nuevo nombre, The Mob), los tres fueron invitados a unirse a una banda de covers llamada The Missing Links.
Estudió en privado con el percusionista Bob Tilles en la Universidad DePaul, donde también estaban estudiando los futuros miembros de Chicago. Seraphine cita sus influencias como Buddy Rich, Tony Williams, Elvin Jones, Grady Tate, Ringo Starr, Mitch Mitchell y Hal Blaine.
Continuó su educación con el baterista de big band Chuck Flores, seguido de dos años de estudio con el baterista de jazz Jo Jones (también conocido como Papa Jo Jones) a mediados de la década de 1970.

## Chicago Transit Authority
A principios de 1967, Seraphine se acercó a sus dos nuevos amigos Walter Parazaider (saxofón e instrumentos de viento de madera) y Terry Kath y les habló sobre dejar la banda de covers en la que estaban y comenzar una nueva banda con una sección de vientos. Kath pasó del bajo a la guitarra, su primer amor. Después de la incorporación de Lee Loughnane (trompeta), James Pankow (trombón), Robert Lamm (teclados) y Peter Cetera (bajo), la banda comenzó a actuar inicialmente como una banda de covers llamada The Big Thing (a veces llamada The Big Sound), antes decidirse por la Chicago Transit Authority (Autoridad de Tránsito de Chicago), que pronto se redujo a Chicago debido a la amenaza de acción legal por parte de la Chicago Transit Authority.

## Chicago
Su productor y mánager, James William Guercio, trasladó al grupo a Los Ángeles, donde consiguieron un concierto regular en Whiskey a Go Go. Posteriormente obtuvieron un contrato con Columbia Records y grabaron su primer álbum, un álbum doble, en dos semanas. Este álbum homónimo de Chicago Transit Authority fue lanzado en 1969. En segundo lugar sólo detrás de los Beach Boys en términos de éxitos en las listas de álbumes y sencillos de Billboard entre las bandas estadounidenses, Chicago es uno de los grupos de pop y rock más antiguos y exitosos.
Seraphine coescribió varias canciones para la banda: "Lowdown" (un éxito en el Top 40 de la banda), los temas instrumentales "Prelude to Aire", "Aire" y "Devil's Sweet" del álbum Chicago VII, "Little One" y "Take Me Back to Chicago" de Chicago XI, "Street Player" de Chicago XIII, "Muéstrame el camino", "Birthday Boy" y "Sonny Think Twice". Su compañero de escritura era a menudo David "Hawk" Wolinski, el teclista para Rufus con Chaka Khan. "Street Player" fue muestreado por The Bucketheads para el éxito de baile "The Bomb! (These Sounds Fall into My Mind)", y más tarde del rapero Pitbull para el éxito "I Know You Want Me (Calle Ocho)" del álbum "Rebelution". La canción muestra "75, Brazil Street" de Nicola Fasano versus Pat Rich, que muestra "Street Player". "I Know You Want Me" también ha aparecido en Dance Central, el juego de baile para Kinect, Dance Dance Revolution X2 para PlayStation 2 y SingStar Dance, el juego de baile para PlayStation Move.
Seraphine y Wolinski también iniciaron una compañía de producción llamada Street Sense Productions. Seraphine usó su estudio casero para grabar demos. Se firmó un acuerdo con Epic Records con la idea de fomentar nuevos talentos.
En 1974, durante el apogeo de la carrera de la banda, Seraphine cofundó B'Ginnings, un lugar de música con capacidad para casi 1.000 personas, en los suburbios del noroeste de Chicago.
Seraphine fue despedido de Chicago en mayo de 1990, después de desacuerdos con la banda que se relataron en su libro Street Player: My Chicago Story. Después de su partida, el veterano baterista de sesión Tris Imboden se unió a la banda a tiempo para Twenty 1.

## Post-Chicago
A principios de 2006, Danny Seraphine debutó con una nueva banda, California Transit Authority (CTA), con él mismo en la batería, Marc Bonilla en la guitarra principal, Mick Mahan en el bajo, Ed Roth y Peter Fish en los teclados, Mike Wallace en la guitarra y el cantante de Tower of Power Larry Braggs en la voz. Seraphine y Bonilla inicialmente juntaron a la banda para tocar en varios espectáculos benéficos. Su repertorio incluía varias canciones de Chicago.
CTA lanzó su primer álbum de estudio, Full Circle, el 14 de agosto de 2007, seguido de una gira por Estados Unidos. El segundo álbum de la banda, Sacred Ground, fue lanzado el 21 de marzo de 2013.
2009 vio el lanzamiento de Lonely Street, una película en la que Seraphine se desempeñó como productor ejecutivo y supervisor musical. En 2010 publicó su ya mencionada autobiografía Street Player: My Chicago Story. En el mismo año, lanzó el DVD biográfico e instructivo "The Art of Jazz Rock Drumming" producido por The Drum Channel.

## Premios y logros
Seraphine ha sido clasificado por la revista Rolling Stone como uno de los 100 mejores bateristas de todos los tiempos. En 2010, Seraphine recibió un Lifetime Achievement Award en el Cape Breton Drum Festival. En 2011, también ganó un Lifetime Achievement Award, Montreal Drum Festival. Además, fue reconocido por la ASCAP como coguionista de "I Know You Want Me (Calle Ocho)" de Pitbull.
El 9 de mayo de 2015, la ciudad de Chicago dedicó la cuadra 3500 de North Normandy Avenue en el lado noroeste de Chicago "Honorary Danny Seraphine Way".
Seraphine fue incluido en el Salón de la Fama del Rock and Roll como miembro de Chicago el 8 de abril de 2016.

## Atribuciones
Seraphine toca baterías, pedales y hardware DW, parches de batería Acuario, platillos y baquetas Zildjian. Anteriormente había respaldado los tambores Rogers, Slingerland y Yamaha en el pasado antes de respaldar a DW en 1988. Con Chicago, Seraphine usó tambores Rogers y Slingerland; y en la década de 1970, usó una variedad de kits de batería Slingerland tanto en grabaciones como en giras y en una variedad de configuraciones. Se cambió a Yamaha Drums alrededor de 1984 antes de la partida del cantante y bajista Peter Cetera. En 1988, se cambió a Drum Workshop, con el que ha estado desde entonces. Anteriormente había usado baquetas Pro-Mark, pero finalmente pasó a usar baquetas exclusivas de Danny Seraphine, una línea creada para él por Zildjian, y durante muchos años, usó parches Remo.
- Datos: Q5220816